# 约翰·拉贝
约翰·海因里希·德特勒夫·拉贝（德語：John Heinrich Detlef Rabe；1882年11月23日—1950年1月5日）是生於汉堡市的德国商人，以其在1937年末至1938年初的南京大屠杀期间的人道主义行为和作为南京大屠杀证据的《拉贝日记》而著名。

## 生平略述
拉贝早年曾在非洲生活数年，1908年来到中國，1911年至1938年间受雇于西门子集團的中国子公司——西门子中国公司，开始在中国沈阳、北京、天津、上海、南京等地经商，在中国时间前后长达30年。
1931年至1938年前后，拉贝任西门子公司驻华总代表，曾代理德国纳粹党南京分部副部长。日軍進攻南京时德國是日本的盟国（德日反共協定），拉贝以其特殊的身份目击了日军在中国南京制造的南京大屠杀，并将其记录为著名的《拉贝日记》。并和十几位外国传教士、金陵大学与金陵女子文理学院教授、医生、商人等共同建立了3.88平方公里的“南京安全区”，并担任安全区国际委员会主席（拉贝被选为主席，因为他人希望他作为一个德国人和納粹党员，而德國是日本的盟友，可以对日本军队施加影响，但收效甚微）。
安全区为大约25万中国难民提供了暂时栖身避难的场所。在拉贝自家的花园中亦庇护了600名左右的难民。據稱他經常透過彰顯自己與德國相關的身份特徵（如戴上德國「卐」字國旗袖章或攜帶納粹黨黨員徽章等），試圖透過德國在日本社會中的威望，干預日本軍人的暴力行為。他除與其他有心人士共同保護安全區內難民，也出外沿路救助遭受暴力對待的難民。
1938年2月拉贝被西门子公司召回，4月抵达德国后立即四处公开演讲作展览放映马吉拍摄的纪录片揭露日军暴行，并写信给德國元首希特勒，提交关于南京大屠杀的报告，希望德國政府出面对日本施加压力。但此报告当时没有公开（一般认为，由于德日为盟国，為了維持同盟關係，故德国当局禁止他发表在南京的所见所闻）。之后，他甚至因此一度被盖世太保逮捕。他的关于南京大屠杀的照片和马吉拍摄的影像资料与此期间也被没收。
第二次世界大战结束后，拉贝因曾是纳粹党员而先後被蘇聯和英國逮捕。在面见了蘇聯朱可夫元帅并证实他沒有犯错之后，他在1946年六月被同盟國無罪釋放，生活拮据。宋美龄很快就找到了拉贝一家的下落，希望拉贝能在东京审判中作为南京大屠杀的证人出席，但被拉贝婉言拒绝。
鉴于在南京时的功绩，他因而得到南京市民的捐助及國民政府每月金錢和糧食接濟，全家得以度过战后物质匮乏的难关，包括苏联封锁西柏林的艰难日子。这种接济一直持续到中华民国政府撤离南京为止。1950年1月5日拉貝于西柏林中风逝世，日记资料由他的家人保存。
1996年年底拉贝日记重见天日后，拉贝才重新为世人所知。1997年他的墓碑由柏林搬到南京大屠杀遇难同胞纪念馆保存。

## 拉贝日记

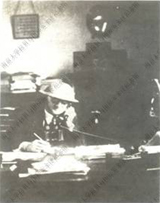
约翰·拉贝正在南京安全区的办公室工作的照片。拉贝於此處書寫《拉贝日记》。

1941年开始，拉贝开始在德国整理日军暴行。半个世纪之后，《拉贝日记》以德文、中文、英文和日文出版。
1996年，《拉贝日记》在美籍华人张纯如女士邵子平博士等人的寻访下得以重见天日，12月13日在美国纽约的南京大屠杀纪念大会上，拉贝外孙赖因哈特女士将2000多页的日记副本首次向外界公开，立即引起轰动，成为南京大屠杀最重要、最详实的史料之一。日记中记述了城区内的600多个案例，很多可与其他资料互为佐证，如幸存者李秀英等。
1997年8月，在整整60年之后，时隔南京大屠杀一个甲子轮回，《拉贝日记》中文版在南京得以公开出版，著名史学家胡绳作序；当年底，在前德国驻华大使埃尔文·魏克德先生的努力下，德意志出版社（DVA）出版了拉贝日记的德文版。（无论是德文版还是英文版、日文版，都是日记原文的部分节选，章节选择略有不同，而中文版出版的则是日记全本。）
一部关于拉贝的电影故事片已经拍摄完毕，於2009年4月29日在中國大陸上映。

## 纪念机构

### 德国海德堡拉贝交流中心
在德国海德堡，拉贝之孙托马斯·拉贝教授建立了一个旨在促进世界和平的小型的约翰·拉贝交流中心。网页有中德英日四种语言文字的信息。2005年8月，在德留学生及旅德华人为其捐献了一尊小型半身青铜塑像。
2009年4月，托马斯·拉贝在北京为扮演皇叔朝香宫鸠彦日本演员香川照之颁发“约翰拉贝和平奖”，并向中日双方建议南京与广岛结为伙伴城市，以换取日本官方正式承认南京大屠杀。

### 拉贝与国际安全区纪念馆

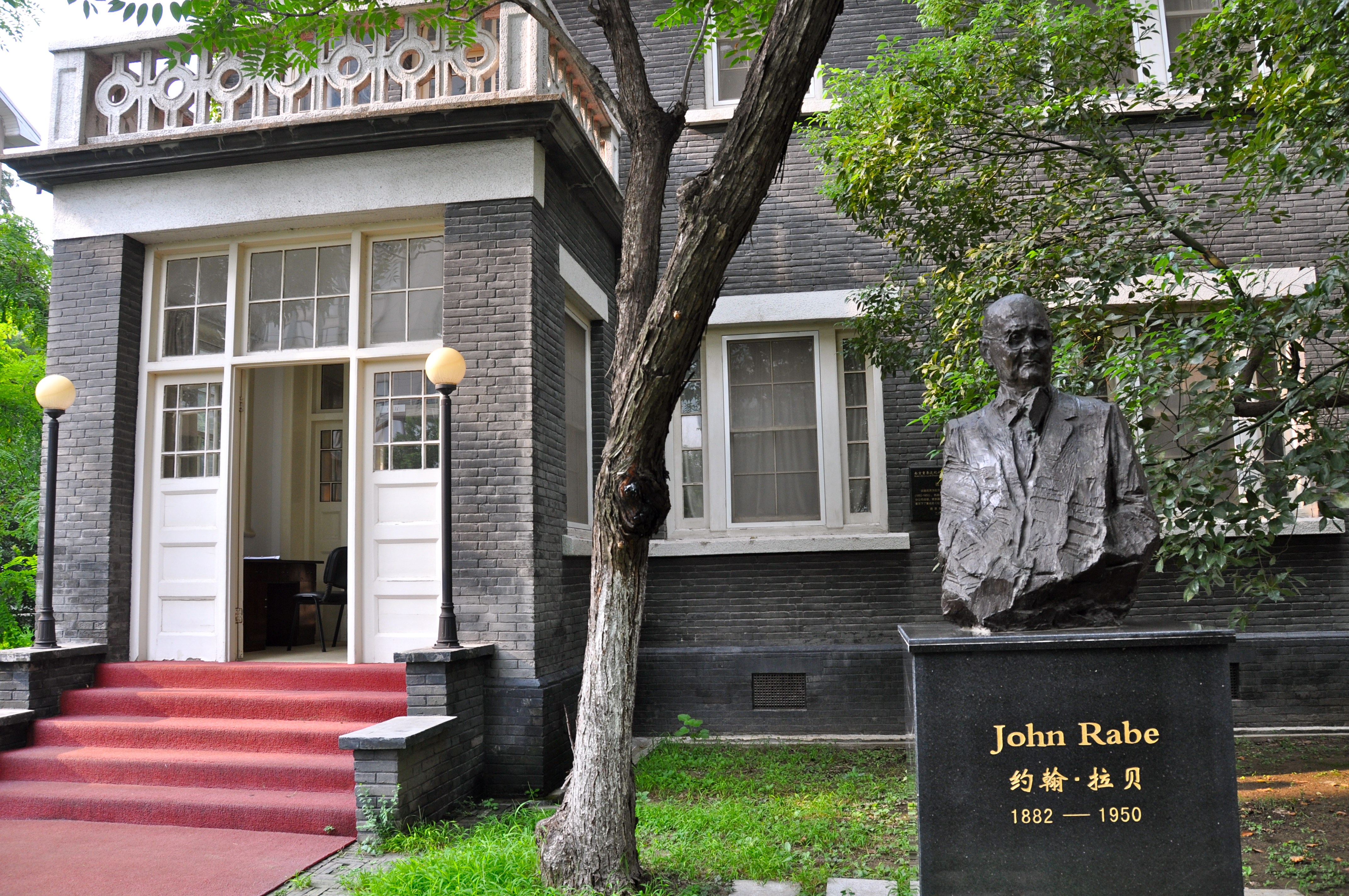
南京拉贝故居与拉贝雕像

1999年，南京市政部门变更道路拓宽计划，以便使现属南京大学的拉贝故居保存下来。2003年，時任德国总统约翰内斯·劳访问南京后建议西门子公司出资修葺拉贝故居。2005年底，西门子公司经过与南京大学協商，向南京提供225万人民币用于修缮故居。2006年10月31日，拉贝故居整修完毕向公众开放，正式名称为“拉贝与国际安全区纪念馆” 和“拉贝和平与冲突化解研究交流中心”。2013年，拉贝故居被中華人民共和國國務院列入全国重点文物保护单位。

## 拉贝墓地

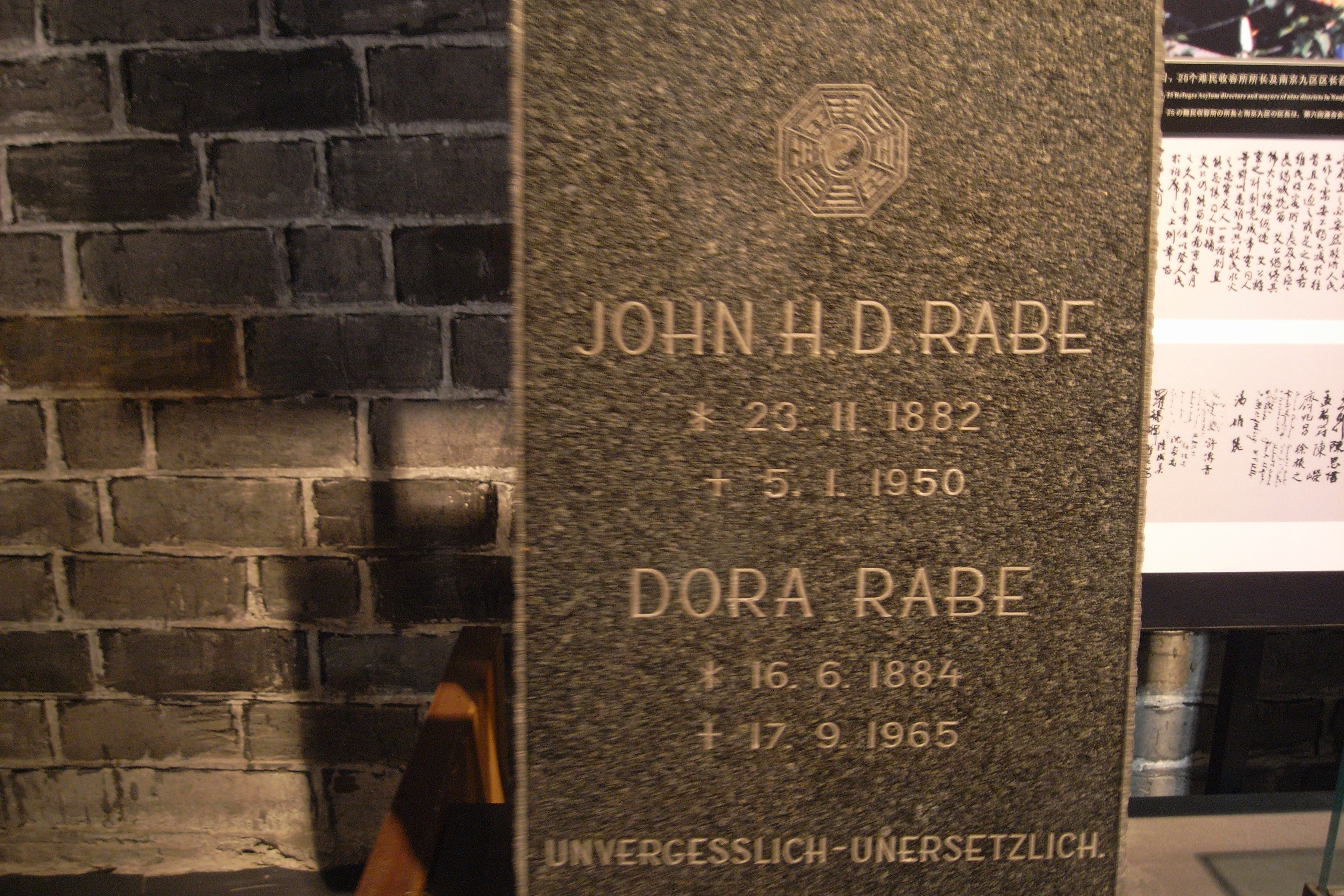
拉贝的墓碑，现在南京大屠杀遇难同胞纪念馆保存

因佔地期限已到，柏林市政部门本想清除位于西郊公墓的拉贝墓地，所以1997年其家人申请将墓碑送给中国大陸南京保存；现拉贝墓地虽仍未被清除但早已破败不堪，2005年12月已申请作为历史名人墓地长期保留，相关修缮工作正在计划中。拉贝在德国柏林的墓地的编号及地址为：BWB 2.5/6，Friedhof der Ev. Kaiser-Wilhelm-Gedächtnis-Kirche，Fürstenbrunner Weg 69 - 79，14059 Berlin。地理坐标：52°31′05″N 13°24′43″E / 52.51815°N 13.41184°E。
2013年12月11日，由中国大陸南京市捐建的拉贝先生纪念墓园在德国柏林落成，新墓碑由中国雕塑院院长吴为山和东南大学建筑学院教授单踊设计，南京市人民政府也一次性付清了40年的管理费用。

## 外部連結
- 电影《拉贝日记》简介
- 南京大屠杀遇难同胞纪念馆对拉贝的介绍
- 约翰·拉贝交流中心（德国海德堡）
- 南京拉贝故居纪念馆网页
- 电影片段 （页面存档备份，存于）